# Brian Mikkelsen
Brian Arthur Mikkelsen (født 31. januar 1966 i København) er direktør i Dansk Erhverv og tidligere medlem af Folketinget, hvor han repræsenterede Det Konservative Folkeparti. Han er tidligere kultur-, justits-, økonomi-, og erhvervsminister. Brian Mikkelsen var også formand for den konservative folketingsgruppe. Han sad i Folketinget 1994-2018.
2001-2011 var han minister i VK-regeringerne. Fra 2001 kulturminister i regeringerne Anders Fogh Rasmussen I, II og III. Han skiftede til justitsminister i en regeringsrokade i 2008 i regeringen Anders Fogh Rasmussen III og beholdt posten i Lars Løkke Rasmussens første regering. Ved ministerrokaden 2010 blev han økonomi- og erhvervsminister; en post som han bestred frem til Folketingsvalget 2011, hvor Det Konservative Folkeparti mistede regeringsmagten. Han blev i 2016 erhvervsminister igen i Regeringen Lars Løkke Rasmussen III. En post han bestred frem til 21. juni 2018.

## Baggrund, uddannelse og civil karriere
Brian Mikkelsen er søn af systemkonsulent Arne Mikkelsen og receptionist Winnie Mikkelsen. Han gik på Orcas High School 1982-83 og tog sin studentereksamen på Ballerup Gymnasium i 1986. 1986-94 studerede han på Københavns Universitet , og han dimitterede som cand.scient.pol. i 1994.
Brian Mikkelsen er gift med Eliane Wexøe Mikkelsen.
Ved siden af studierne havde han job hos IBM i 1986 og som interviewer for GfK/Observa 1990-92. Han var økonom i Arbejdsløshedskassen for Selvstændige Erhvervsdrivende (ASE) 1992-96.

## Politisk karriere
Mikkelsen var aktiv i Konservative Gymnasiaster, som forretningsfører 1985-86 og som landsformand 1986-87. Han var desuden formand for Nordiske Konservative Gymnasiaster 1986-87. Han var medlem af forretningsudvalget for KU 1987-89 og landsformand 1989-90. Derudover var han medlem af Executive Committee of Christian Democratic Youth Organisation 1989-90.[kilde mangler]
Som ungdomspolitiker havde Brian Mikkelsen kontakter til det sydafrikanske apartheid-styre i 1988, idet han modtog 30.000 kroner af den sydafrikanske vicekonsul Steyn, der var identificeret som agent for efterretningvsæsenet BOSS, til "oplysning" og sammen med to andre fra Konservativ Ungdom fik en rejse til en værdi af 84.000 kroner til Sydafrika med ophold på luksushoteller. Danmark havde på det tidspunkt vedtaget sanktioner mod Sydafrika. Brian Mikkelsen har erkendt sagsforløbet, men undskylder det som "ungdommeligt vovemod".
I Det Konservative Folkeparti var Mikkelsen medlem af hovedbestyrelsen 1989-91 og igen fra 1998. Han blev opstillet som partiets kandidat i Holbækkredsen i 1990, senere fra Sjællands Storkreds. Sin første periode i Folketinget opnåede han 11. marts – 18. april 1993 som vikar, og ved folketingsvalget i 1994 21. september blev han selv valgt i tinget. Han er efterfølgende blevet genvalgt ved samtlige folketingsvalg. 
I Folketinget var Mikkelsen formand for § 71-udvalget vedrørende psykisk syge 1997-98. I perioden 1999-2001 var han næstformand i den konservative folketingsgruppe 1999-2001, og han har været partiets ordfører i spørgsmål vedrørende forskning, kultur og uddannelse. 
Ved Folketingsvalget i 2011 modtog han 4.910 personlige stemmer. og blev i 2012 udpeget som formand for den konservative folketingsgruppe efter tidligere at have fungeret som næstformand for gruppen under Lars Barfoeds formandsperiode. Ved valget i 2015 opnåede Brian Mikkelsen 7.044 stemmer, men levede en tilbagetrukket rolle indtil dannelsen af Regeringen Lars Løkke Rasmussen III.

### Minister
Da Venstre og Det Konservative Folkeparti overtog regeringsmagten 24. november 2001, blev Brian Mikkelsen udpeget som kulturminister.
Han blev den længst-siddende kulturminister siden ministeriet blev oprettet i 1961, og en af de mest markante siden Julius Bomholdt. Allerede i begyndelsen af sin ministertid angreb han, hvad kan kaldte Bermuda-trekanten i dansk kulturdebat: Politiken, DR og Gyldendal.
Senere markerede Mikkelsen sig ved i efteråret 2004 at lancere Kulturkanonen for at værne om den danske kulturarv. 
I 2005 stod han i spidsen for forslaget om gratis adgang for alle til de permanente samlinger på Nationalmuseet og Statens Museum for Kunst samt gratis adgang for børn og unge under 18 år på alle landets museer. Målet for kulturministeren var at åbne museumsverdenen for alle danskere og sikre større historisk interesse. Brian Mikkelsen kæmpede for bevarelsen af initiativet i flere år efter ministertiden. Han var også med til at etablere Historiens Dag, der var et landsdækkende initiativ rettet mod børn med forældre, som skulle  udbrede kendskabet til og forståelsen for den danske kulturarv.
I 2006 måtte han i en kortere periode afbryde sine officielle arrangementer, da han den 18. juni 2006 blev akut indlagt på Gentofte Amtssygehus på grund af betændelse i venstre hjerteklap. Han blev udskrevet igen den 24. juli 2006 efter at han havde fået indopereret en pacemaker og blev erklæret 100% rask.
Da partiets formand, Bendt Bendtsen, trak sig tilbage fra politik, førte det til en mindre rokade blandt de konservative ministre, og Mikkelsen overtog i den forbindelse justitsministerposten efter Lene Espersen. 
I oktober 2009 modtog Brian Mikkelsen international kritik fra medlemmerne af FN's komité for Barnets Rettigheder for at ville sænke den kriminelle lavalder fra 15 til 14 år. Kritikere hævdede endvidere, at han som justitsminister havde vildledt Folketinget med oplysningen om, at en alderssænkning ville flugte med FN’s anbefalinger, selvom FN faktisk anbefalede en forhøjelse. Den 1. juli 2010 blev sænkningen af den kriminelle lavalder til 14 år gennemført. I den korte tid som justitsminister fik Mikkelsen også vedtaget den såkaldte Lømmel-pakke, der skabte en del debat. Loven skulle ifølge ministeren sikre ro og orden. »Regeringen har et ansvar for at gå hårdt efter hærværksmænd og folk, der saboterer politiets arbejde«, sagde justitsministeren under Folketingets debat om loven.
Ved Lars Løkke Rasmussens store regeringsomdannelse i 2010 flyttede han endnu engang til Espersens tidligere ministerium, denne gang som økonomi- og erhvervsminister, som han fungerede som frem til Folketingsvalget 2011. Som økonomi- og erhvervsminister antog Brian Mikkelsen Poul Nyrup Rasmussens tidligere spindoktor, Billy Adamsen, som særlig rådgiver (spindoktor).
2016-2018 var han igen erhvervsminister, og stod bl.a. i spidsen for aftalen om lavere registreringsafgifter på biler, erhvervs- og iværksætter-pakken, Vækstplan for det blå Danmark, Strategi for Danmarks digitale vækst, Vækstplan for dansk life science samt den mere kontroversielle aftale om et mere enkelt og effektivt erhvervsfremmesystem.
Nogle dage inden sin afgang, lancerede han økonomisk støtte til cirkulære projekter for små og mellemstore virksomheder gennem en tilskudsordning, som skulle administreres af Design & Lifestyle Cluster. Puljen var på knap 20 mio. kr. og løb over tre år. »Jeg kan se, at der er meget store potentialer i cirkulær økonomi både for danske virksomheder og for en grøn og bæredygtig fremtid,« sagde han. Initiativet bygger på en række anbefalinger fra et rådgivningspanel med Carlsberg-formand Flemming Besenbacher i spidsen, men Mikkelsen pointerede, at der ikke ville være økonomisk støtte til de større virksomheder i Danmark.

## Tillidsposter, udgivelser og udmærkelser
Han har haft en lang række tillidsposter. Han sad således i bestyrelsen for Ledøje-Smørum Boldklub 1983-84, var medlem af bestyrelsen for FOF 1987-89 og 1998-2001 og styrelsesmedlem i Dansk Ungdoms Fællesråd 1989-91. Han var også medlem af Jernbanerådet 1996-2001. Af andre poster kan nævnes medlem af Teknologirådets repræsentantskab 1997-2001, rådsmedlem i Rådet for Det Danske Center for Menneskerettigheder 1998-2001, medlem af Det Danske Kulturinstituts repræsentantskab 1998-2001 og medlem af ARTE's repræsentantskab 2000-2001. Endelig var han medlem af VL-gruppe 7 2000-2001.
Brian Mikkelsen har bidraget til flere bøger om politiske emner. Han var således medforfatter til Nicaragua, 1986, Namibia på vej mod demokrati, 1988, Det borgerlige gennembrud, 1991, og Jorden – og de selvstændige, 1994. 
Har desuden bidraget til "Coming to a Theater Near You – Det moderne USA set gennem film", 2005, og været redaktør af "Den konservative årstid", 2004.[kilde mangler]
I 2008 blev han tildelt "Årets Arne" af Akademisk Arkitektforening 2008 med begrundelsen, at han er "den første kulturminister, der har udarbejdet en ambitiøs og visionær politik for arkitektbranchen." Han modtog Dansk Tennis Forbunds Æresnål 2008 og blev Guldmedlem af Gardernetværk.dk, 2009.[kilde mangler]